# Caecieleotris morrisi
Caecieleotris morrisi je paprskoploutvá ryba z čeledi hlavačkovití (Eleotridae).
Druh byl popsán roku 2016 S. J. Walshem & P. Chakrabartym.

## Popis a výskyt
Maximální délka ryby je 3,4 cm.
Od ostatních ryb stejného rodu se liší absencí očí a pigmentací. Dočasně je zařazen do čeledi hlavačkovití (Eleotridae) z důvodu omezeného počtu charakteristických znaků. Tělo je bledé bez černých pigmentových buněk (melanofory) na hřbetu.
Prozatím je známa pouze z nádrže Presa Temascal v mexickém státu Oaxaca.